# Coprosma dumosa
Coprosma dumosa är en måreväxtart som först beskrevs av Thomas Frederic Cheeseman, och fick sitt nu gällande namn av G.T.Jane. Coprosma dumosa ingår i släktet Coprosma och familjen måreväxter. Inga underarter finns listade i Catalogue of Life.